# La Secte sans nom
Pour plus de détails, voir Fiche technique et Distribution.
La Secte sans nom (Los sin nombre) est un film espagnol thriller-horreur réalisé par Jaume Balagueró, d'après le roman de Ramsey Campbell, sorti en 1999.

## Synopsis
Claudia reçoit un appel de quelqu'un qui dit être sa fille, mais celle-ci est morte il y a cinq ans. Elle se pose des questions et se demande si elle peut être en vie et séquestrée quelque part. Claudia fait alors appel à un ancien policier et un journaliste spécialisé dans les phénomènes paranormaux. Leur enquête les fait découvrir une secte sans nom, liée à un groupe néo-nazi.

## Fiche technique
- Titre : La Secte sans nom
- Titre original : Los sin nombre
- Titre international : The Nameless
- Réalisation : Jaume Balagueró
- Scénario : Jaume Balagueró d'après le roman de Ramsey Campbell
- Musique : Carles Cases
- Photographie : Xavi Giménez
- Montage : Luis de la Madrid
- Production : Joan Ginard
- Société de production : Filmax
- Pays d'origine :  Espagne
- Langue : espagnol
- Format : Couleurs - 1,85:1 - Dolby Digital
- Genre : Horreur, Thriller
- Durée : 102 minutes
- Date de sortie : 
  -  Espagne : 8 octobre 1999 au Festival international du film de Catalogne de Sitges, et le  12 novembre 1999 pour la sortie officielle
  -  France : 23 août 2000
- Classification : interdit aux moins de 16 ans lors de sa sortie en France.

## Distribution
- Emma Vilarasau : Claudia
- Karra Elejalde : Massera
- Tristán Ulloa : Quiroga
- Toni Sevilla : Franco
- Brendan Price : Marc
- Jordi Dauder : Forense
- Núria Cano : Policier
- Isabel Ampudia : Secrétaire
- Carles Punyet : Jefe

## Accueil

### Critiques
- Pour Gérard Delorme dans Première : « S'il continue à mettre son style au diapason de ses thèmes, le jeune Balaguero devrait rapidement s'affirmer, avec Alejandro Amenabar (Tesis et Ouvre les yeux), comme l'un des auteurs les plus intéressants du nouveau cinéma espagnol »[1].
- Pour Mad Movies, avec Stéphane Moïssakis : « On peut rapprocher La Secte sans nom du courant des thrillers horrifiques des années 1970 (Halloween, Meurtres sous contrôle) avec toutefois une différence de base : un script beaucoup plus chargé, qui insiste lourdement sur les actions de ses protagonistes afin de crédibiliser l'intrigue. Au risque d'en faire trop ! À ce titre, le climax, démonstratif en diable, est tout juste sauvé par l'ultime image du film. Baroque, violente, désespérée mais inéluctable. La plus terrifiante de toutes... »[2].
- Pour Guillemette Olivier de Télérama : « Le mal n'a plus de limites, assène l'affiche. L'obscénité non plus. Voici le cadavre d'une enfant, fondu dans l'acide, sur une table d'autopsie. Voici sa mère visionnant en boucle des vidéos de la petite au temps du bonheur. Mais le cadavre était-il vraiment le sien ? L'enquête mènera aux adeptes de la synthèse absolue du mal, dont le gourou, formé à Dachau (!), ferait passer Hannibal Lecter pour un farceur. De plans réalistes grisâtres en instantanés d'enfants suppliciés, c'est le spectateur qui est victime de cette surenchère du sordide. De l'air ! »[3].

## Récompenses
- Meilleure actrice pour Emma Vilarasau, meilleure photo pour Xavi Giménez au Festival international du film de Catalogne de Sitges.
- Prix du meilleur film international au festival FanTasia de Montréal.
- Prix du jury, prix de la critique, prix du jury jeune et Prix de la découverte Ciné-Live au festival de Fantastic'Arts 2000 de Gérardmer.
- Corbeau d'or au Festival international du film fantastique de Bruxelles.
- Prix de la critique et prix du meilleur réalisateur du meilleur film international fantastique au Fantasporto à Porto.

## Autour du film
- Premier long-métrage pour le réalisateur Jaume Balagueró (qui signera plus tard pour les films Darkness et R.E.C.).
- Pour ce film, le réalisateur a voulu rendre hommage à Seven et au Silence des agneaux[4].